# 消費者余剰
消費者余剰（しょうひしゃよじょう、英: consumers' surplus）とは、消費者の最大留保価格（支払って良いと思う金額）から実際の取引価格を引いたものである。
消費者余剰は最大留保価格から取引価格つまり、市場価格を引いたものである。これはすなわち、個々人にとっては、その人の財・サービスへの金銭的評価額から、それを取得するのに要した市場価格を引いたものである。
市場においては消費者の最大留保価格はそれぞれ異なるため、需要曲線と取引価格を高さとする水平線との間の面積が消費者余剰となる。
これらの余剰は、従量税や輸出入などを考慮すると変化する。